# Дисульфид нонациркония
Дисульфид нонациркония — бинарное неорганическое соединение
циркония и серы
с формулой Zr9S2,
кристаллы.

## Получение
- Нагревание стехиометрических количеств чистых веществ:

{\displaystyle {\mathsf {9Zr+2S\ {\xrightarrow {T}}\ Zr_{9}S_{2}}}}

## Физические свойства
Дисульфид нонациркония образует кристаллы 
тетрагональной сингонии, пространственная группа I 41/amd, параметры ячейки a = 0,9752 нм, c = 1,9216 нм, Z = 8
.